# Blaison-Saint-Sulpice
Blaison-Saint-Sulpice ist eine französische Gemeinde mit 1.317 Einwohnern (Stand: 1. Januar 2022) im Département Maine-et-Loire in der Region Pays de la Loire. Sie gehört zum Arrondissement Angers und zum Kanton Les Ponts-de-Cé.
Blaison-Saint-Sulpice wurde zum 1. Januar 2016 als commune nouvelle aus den Gemeinden Blaison-Gohier und Saint-Sulpice gebildet. Der Verwaltungssitz befindet sich in Blaison-Gohier.

## Geographie
Blaison-Saint-Sulpice liegt etwa 13 Kilometer südöstlich vom Stadtzentrum von Angers an der Loire. Umgeben wird Blaison-Saint-Sulpice von den Nachbargemeinden Loire-Authion im Norden sowie Brissac Loire Aubance im Süden, Osten und Westen.

## Gliederung
| Ortsteil                         | ehemaliger INSEE-Code | Fläche (km²) | Einwohnerzahl (2022) |
| -------------------------------- | --------------------- | ------------ | -------------------- |
| Blaison-Gohier (Verwaltungssitz) | 49029                 | 21,45        | 1.113                |
| Saint-Sulpice                    | 49322                 | 02,90        | .0204                |

## Sehenswürdigkeiten
Siehe auch: Liste der Monuments historiques in Blaison-Saint-Sulpice

### Blaison-Gohier
- Kirche Saint-Aubin (12.–15. Jahrhundert, Monument historique)
- Schloss (12. Jahrhundert, Neubau 15./16. Jahrhundert)
- Schloss Chemant (16. Jahrhundert)
- Schloss La Giraudière
- Schloss La Boutonnière (18. Jahrhundert)
- Manoir de Jouralan (16. Jahrhundert)

### Saint-Sulpice
- Kirche Saint-Sulpice aus dem 18. Jahrhundert, seit 1990 Monument historique
- Schloss L'Ambroise aus dem 16./17. Jahrhundert, seit 1989 Monument historique

## Weinbau
Der Ort gehört zum Weinbaugebiet Anjou.

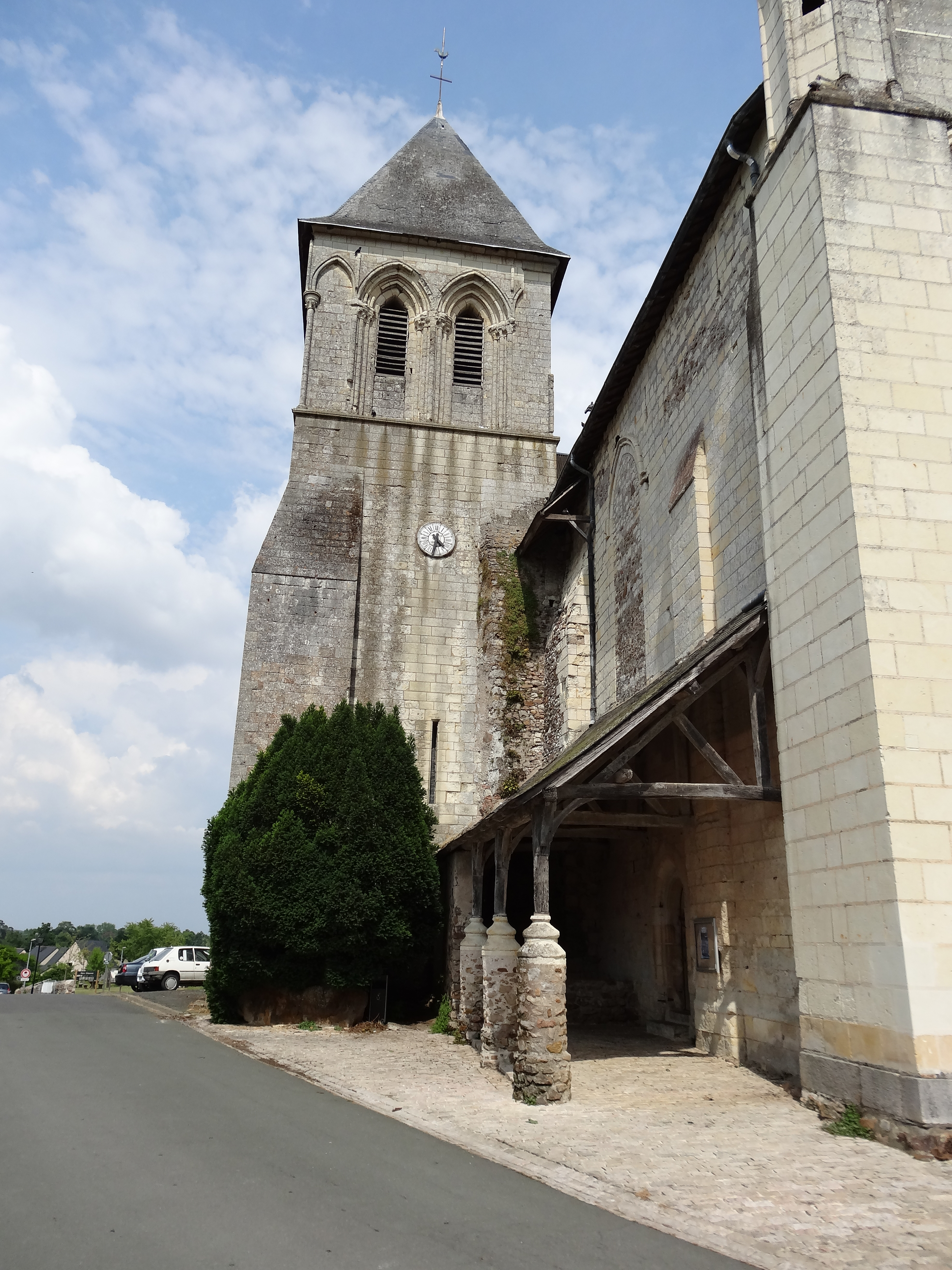
Kirche Saint-Aubin
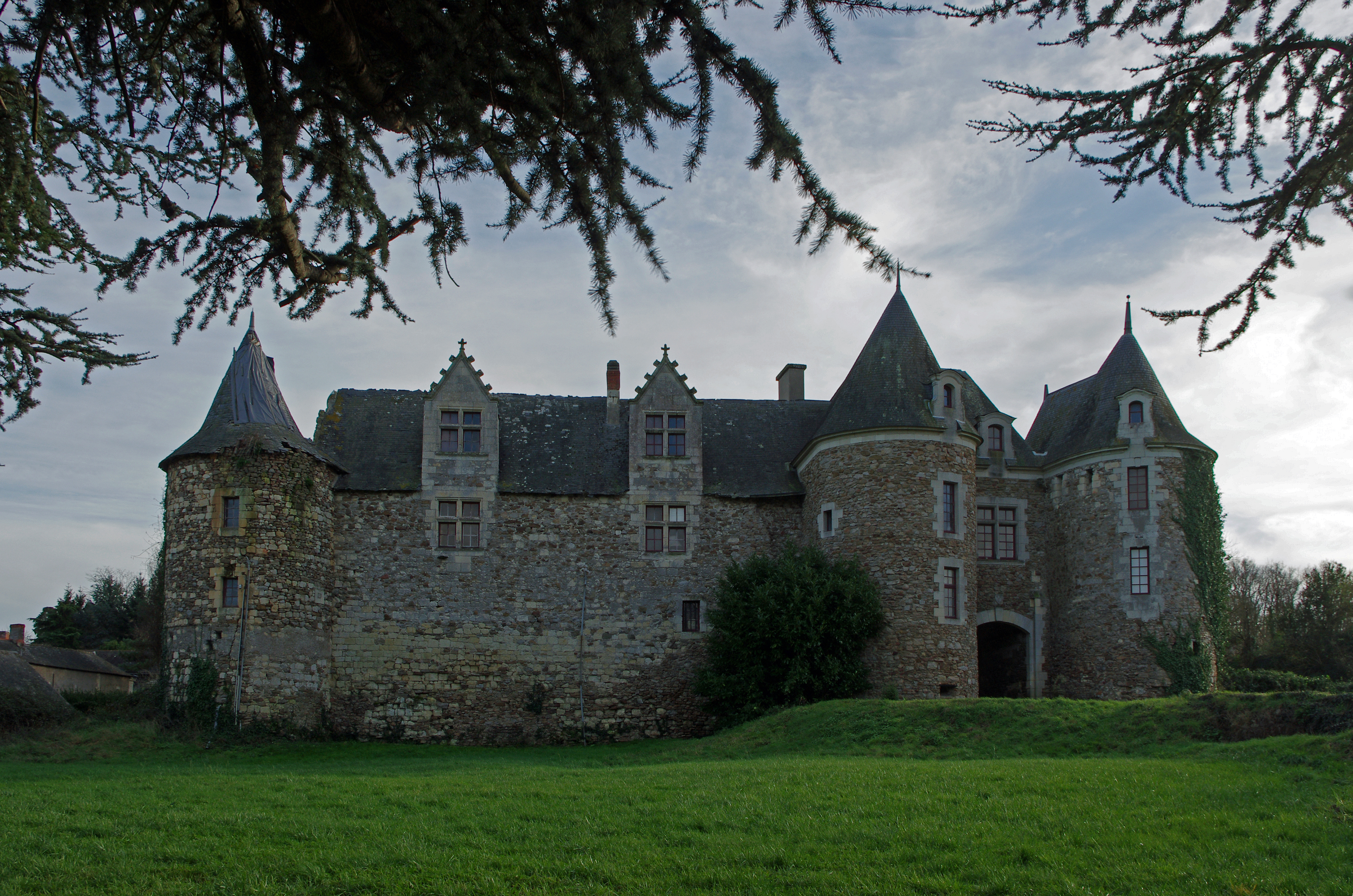
Schloss Blaison
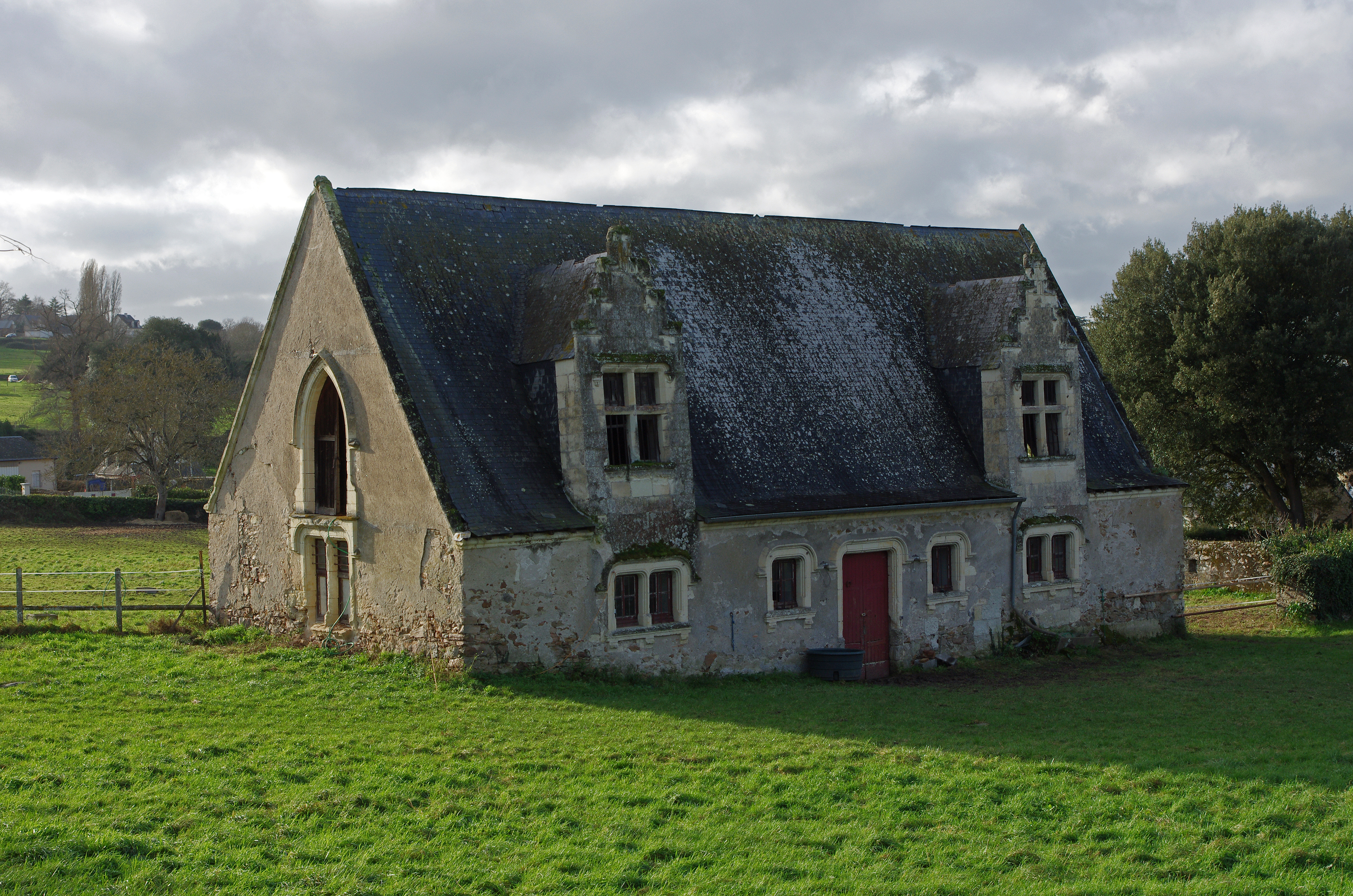
Zehntscheune